# Radu Korne
Radu Korne (Bucareste, 23 de dezembro de 1895 — Văcăreşti, Bucareste, 28 de abril de 1949) foi um general romeno da Segunda Guerra Mundial.
Está sepultado no Cemitério Eternitatea em Iași.

## Honrarias
- Ordem de Miguel, o Valente
  - 3ª classe (2 de novembro de 1917)
  - 2ª classe (12 de fevereiro de 1942)
- Cruz de Ferro de 2ª e 1ª classe
- Cruz de cavaleiro da cruz de ferro (18 de dezembro de 1942)